# Тозик, Леонид Афанасьевич
Леонид Афанасьевич Тозик — советский хозяйственный, государственный и политический деятель, Герой Социалистического Труда.

## Биография
Родился в 1940 году в деревне Казанск Мартиновичского сельсовета Домановичского района Полесской области. Член КПСС с 1975 года.
С 1958 года — на хозяйственной, общественной и политической работе. В 1958—2000 гг. — каменщик на стройках Минска, бригадир бригады каменщиков строительного управления № 25 в структуре строительного треста № 5 Министерства строительства БССР, бригадир комплексной бригады трест-площадки № 34 в ПСМО «Минскпромстрой».
Указом Президиума Верховного Совета СССР от 12 мая 1977 года за выдающиеся производственные успехи, достигнутые в выполнении плана на 1976 год и принятых социалистических обязательств присвоено звание Героя Социалистического Труда с вручением ордена Ленина и золотой медали «Серп и Молот».
Избирался депутатом Верховного Совета Белорусской ССР 10-го созыва, народным депутатом СССР.
Живёт в городе Минске.